# Ringwall Schanz (Pilsting)
Der Ringwall Schanz befindet sich in Schanz, einem Gemeindeteil des niederbayerischen Marktes Pilsting im Landkreis Dingolfing-Landau. 
Er liegt in einem völlig ebenen Niederungsgelände des Isartales zwischen zwei Mäanderschlingen eines ehemaligen Altwasserlaufs, heute als Längenmühlbach bezeichnet. Er befindet sich in einer Entfernung von 2,4 km südsüdöstlich von Pilsting und wird als Bodendenkmal unter der Aktennummer D-2-7341-0021 im Bayernatlas als „vorgeschichtlicher bzw. frühmittelalterlicher Ringwall mit Innenbebauung“ geführt.

## Beschreibung
Die große Ringwallanlage wird durch den Verlauf der Altwässer der Isar begrenzt. Sie dehnt sich auf etwa 240–250 m Durchmesser aus. An der Nordnordost-Seite lehnte sich ein 170 m geradliniger Wall mit einer Unterbrechung an die zu dem Bach fallende Böschung an. Dieser biegt dann nach Süden ab und folgt auf der Ostseite einem heutigen Weg. Im Süden liegt ein 250 m langer, leicht geschwungener Abschnitt; dieser ist nur am West- und Ostende noch als Wall ausgeprägt, dazwischen bildet eine stärker ausgebildete Talrandböschung die Begrenzung. An der 200 m langen West-Nord-West-Seite treffen sich zwei geradlinig ausgeprägte Schenkel mit einem kleinen Knick an einem Durchlass. Im nördlichen Teil der West-Nord-West-Seite liegt ein 70 m langes Wallreststück, das 2,5 m vom Innenraum ansteigt und nach außen um 3 m in einen breiten Graben mit breiter Sohle und einer Außenwandhöhe von 2 m abfällt. Diese Wall-Graben-Befestigung umfasst ca. 5 ha. 
In der Anlage wurde eine Bronzenadel mit Kugelkopf und geripptem Hals gefunden. Die Funde werden im archäologischen Museum Landau aufbewahrt.